# Condamine River
Condamine River är ett vattendrag i Australien. Det ligger i delstaten Queensland, omkring 320 kilometer väster om delstatshuvudstaden Brisbane.
Omgivningarna runt Condamine River är i huvudsak ett öppet busklandskap. Trakten runt Condamine River är nära nog obefolkad, med mindre än två invånare per kvadratkilometer.  Genomsnittlig årsnederbörd är 660 millimeter. Den regnigaste månaden är januari, med i genomsnitt 131 mm nederbörd, och den torraste är september, med 16 mm nederbörd.